# Jaboatão dos Guararapes
Jaboatão dos Guararapes est une ville brésilienne du littoral de l'État du Pernambouc.

## Géographie
Jaboatão dos Guararapes se situe par une latitude de 08° 06' 46" sud et par une longitude de 35° 00' 54" ouest, à une altitude de 76 mètres.
Sa population était de 665 387 habitants au recensement de 2007. La municipalité s'étend sur 256 km2.
Elle fait partie de la microrégion de Recife, dans la mésorégion métropolitaine de Récife.
Elle fait également partie de la région métropolitaine de Recife.